# Raoul Canivet
Pour les articles homonymes, voir Canivet (homonymie).
Raoul Canivet, né le 13 janvier 1849 à Versailles et mort en juin 1945 à Alexandrie, est un journaliste français.

## Biographie

### Famille et formation
Né au domicile de son grand-père maternel, Isidore-Prix-Bernard Philippar, jardinier en chef au Petit Trianon, Raoul-Jules-Henri Canivet est le fils de Jeanne-Anastasie Philippar et de Raoul-Armand Canivet, maître de pension, habitant à Montmorency. Raoul a pour oncles maternels François Haken Philippar, botaniste, et Théodore-Achille Bontemps (1799-1866), chef d'institution.
Pendant la Guerre de 1870, Canivet est attaché en tant qu'aide-major à un régiment de l'armée de la Loire. Licencié le 27 mars 1871, il ne sert pas dans l'armée versaillaise. Après la guerre, il reprend ses études à l'École de médecine de Paris. Comme beaucoup de ses condisciples, il seconde ses maîtres (parmi lesquels Germain Sée) en tant qu'aide-médecin. À ce titre, il a l'occasion de soigner un membre de la famille du maréchal de Mac Mahon.
Interne à la prison de la Santé jusqu'en 1874 puis à l'hôpital Saint-Lazare jusqu'à la fin de l'année 1875, il renonce finalement à la médecine pour se consacrer au journalisme.

### Carrière et engagements politiques
En 1880, Canivet collabore au Réveil social (directeur : Henri Salles), éphémère journal d'extrême-gauche, où il a pour collègue Jean-Marie de Lanessan. Le 17 juin 1880, Canivet, Lanessan, Henry Bauër et Clovis Hugues quittent le Réveil social, qui est bientôt mis en vente. Lanessan, Canivet et Bauër fondent ensuite Le Réveil (directeur : Valentin Simond ; directeur politique : Lanessan), dont le premier numéro paraît le 22 octobre 1881. Auparavant, Canivet a collaboré aux journaux La Commune et La Marseillaise.
Membre de la loge maçonnique « La Ruche libre » (Grand Orient de France), Raoul Canivet est un libre-penseur.
Après les élections législatives de 1881, l'un des nouveaux députés, Eugène Delattre, démissionne de son mandat de conseiller municipal du quartier de la Villette, provoquant ainsi une élection partielle les 11 et 18 décembre. Canivet en profite pour se présenter en tant que radical-socialiste autonomiste, avec le soutien de journaux radicaux tels que L'Intransigeant, Le Rappel, Le Radical et La Justice. Au premier tour, Canivet arrive en seconde position avec 1 228 voix, derrière un radical soutenu par les opportunistes, Pierre Guichard (1 430), et devant un autre radical, Rémond (1 003), et loin devant le socialiste Desmarais (311). L'ordre d'arrivée est le même au second tour, Guichard étant élu par 1 625 suffrages, devant Canivet (1 411), Rémond (625) et Desmarais (78). Pendant la campagne, Canivet a été victime de diffamations sur son passé, notamment de la part de l'imprimeur Narcisse Blanpain, un ancien ami avec lequel il s'est brouillé. Ces calomnies prétendent qu'il aurait servi dans l'armée versaillaise, qu'il aurait été le protégé de Mac-Mahon et qu'il aurait dérobé la caisse de la bibliothèque des internes à son départ de l'hôpital Saint-Lazare.
Malgré cet échec électoral, Canivet continue à s'impliquer dans la vie politique parmi les républicains les plus avancés, notamment en assurant le secrétariat de la Ligue républicaine pour la révision de la Constitution présidée par le sénateur Léon Laurent-Pichat. Entre 1883 et 1885, il est l'un des rédacteurs de l'hebdomadaire L'Extrême-Gauche d'Émile Brousse.
En 1883, Canivet collabore, en tant que responsable des informations parlementaires, à La Vérité d’Édouard Portalis, dont il devient secrétaire de la rédaction. À la même époque, il est l'un des correspondants du Petit Lyonnais de Portalis. En 1887, il collabore au XIXe siècle, autre journal appartenant à Portalis, et devient le rédacteur en chef de L'Avenir de l'Orne, un quotidien républicain d'Alençon. L'un des députés de l'Orne est alors Albert Christophle, gouverneur du Crédit foncier de France, dont Canivet devient l'homme de confiance.
Depuis 1887, Canivet est journaliste parlementaire au Paris, journal de tendance opportuniste, dont Charles Laurent est le rédacteur en chef. En 1889, Canivet en devient le directeur et le propriétaire avec le soutien financier de Christophle.
Le 14 juillet 1887, Canivet est nommé chevalier de l'Ordre national de la Légion d'honneur en tant que secrétaire-général de l'Association des journalistes républicains, sur proposition de cette association, de celle des journalistes parisiens et de celle de la presse départementale. La décoration lui est remise par Albert Christophle.
Opposé au boulangisme, Canivet est l'un des orateurs de la Société des droits de l'homme et du citoyen en 1888. Il soutient Édouard Jacques contre le général Boulanger à l'occasion de l'élection législative partielle de la Seine du 27 janvier 1889. Lors des élections législatives de 1889, il compte se présenter comme « républicain radical » dans la circonscription de Lisieux, face au sortant, le bonapartiste-boulangiste Colbert-Laplace. Il se désiste finalement pour des raisons personnelles au profit d'un autre républicain, Longeon.

### Accusations et fuite en Égypte

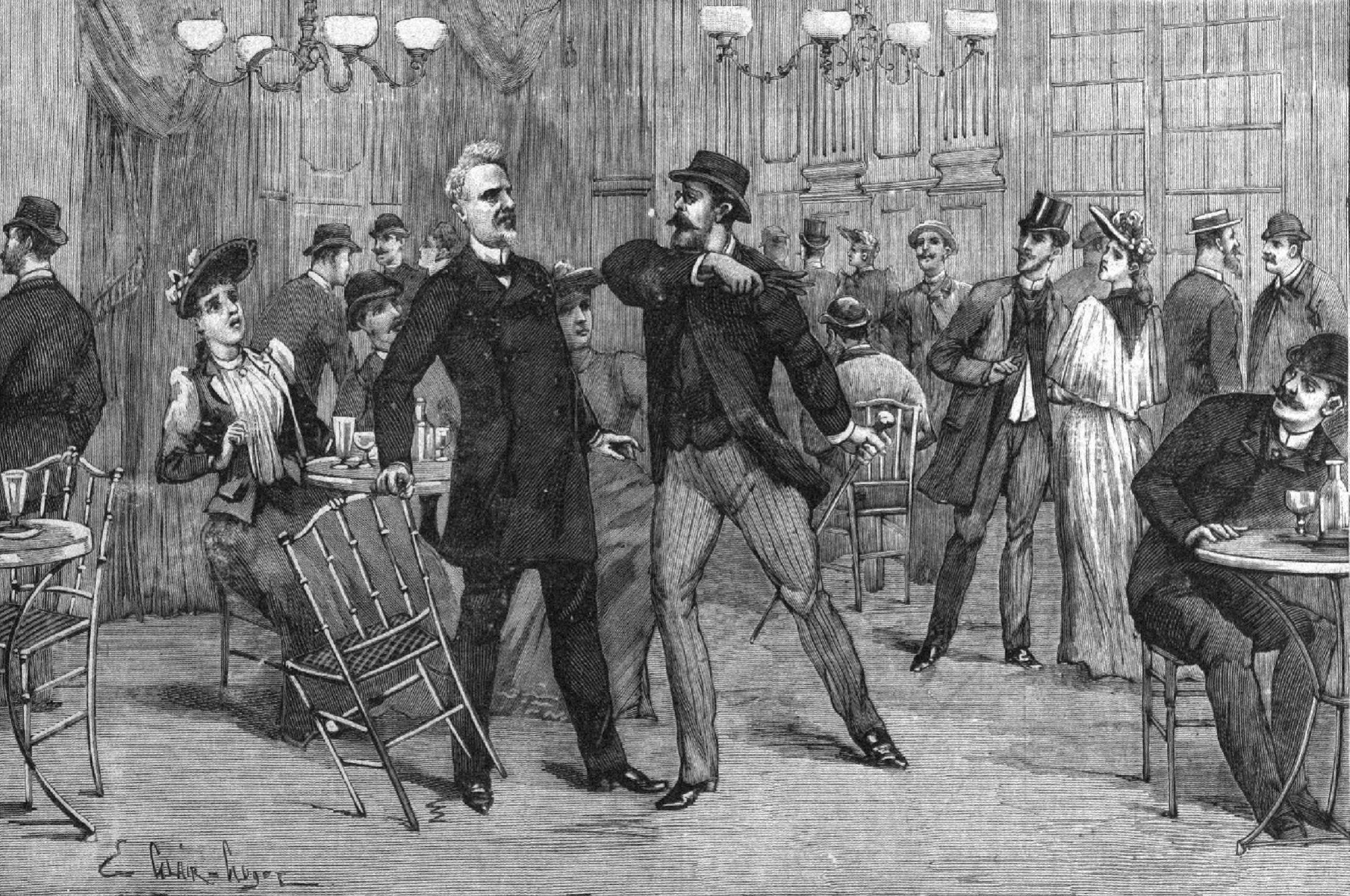
L'incident du Kursaal d'Ostende : cette gravure du supplément illustré du Petit Parisien a été dénoncée comme mensongère par Henri Rochefort, celui-ci affirmant qu'il était hors de portée de Canivet.

L'engagement anti-boulangiste du directeur du Paris lui vaut l'inimitié des partisans du général et des ennemis du régime en place : Muraire d'Alavène l'accuse d'être un agent du ministre de l'Intérieur Constans et le journal L'Intransigeant d'Henri Rochefort le qualifie de « floquettiste ». Cette dernière hostilité s'aggrave en septembre 1890, quand, à l'instar d'autres journaux, le Paris de Canivet accuse le rédacteur en chef de l’Intransigeant d'avoir été secrètement financé par la duchesse d'Uzès. Rochefort ayant contre-attaqué en rappelant la rumeur à propos du vol de la caisse des internes de Saint-Lazare, Canivet lui envoie ses témoins, Arthur Ranc (rédacteur en chef du Paris depuis le départ de Charles Laurent) et Alphonse Humbert, mais le polémiste refuse le duel. Le 17 septembre, accompagné par le peintre Alfred Rouby, Canivet se rend à Ostende, où il trouve Rochefort au casino Kursaal et tente de le souffleter de son gant. Rochefort le met alors en fuite en le menaçant d'une chaise. Lors du procès qui suit cet incident, Rochefort réitère ses accusations et en profère de nouvelles, évoquant une information transmise par Edgar Monteil selon laquelle Canivet aurait fait chanter des cercles de jeux.
Quand le scandale de Panama est révélé au public, à la fin de l'année 1892, on apprend qu'à la demande du président du conseil Floquet, Canivet aurait touché de la part de Ferdinand de Lesseps une somme de 75 000 francs, payée en plusieurs versements entre le 29 juin et le 2 octobre 1888.
Au début de l'année 1895, Raoul Canivet est impliqué dans des accusations de chantage contre des directeurs de cercles de jeux parisiens, aux côtés de plusieurs autres hommes de presse, dont Portalis, qui a pris la fuite. Il est ainsi accusé d'avoir extorqué 28 000 francs à Charles Bertrand, directeur du Cercle Washington, en 1889. Il est également accusé d'avoir d'avoir soutiré de l'argent à un candidat à une élection et d'avoir détourné une subvention des caisses de son journal. Cette dernière charge sera finalement abandonnée par le parquet. Arrêté et incarcéré pendant plusieurs semaines à Mazas, Canivet est défendu au tribunal par Me Maurice Tézenas. Le 22 février, Canivet est acquitté en raison de la prescription des faits.
Installé à Alexandrie sous le nom de « Gros-Canivet », il y dirige à partir de 1896 l'un des principaux quotidiens de langue française, La Réforme.
Le 3 septembre 1903, il est à Paris, où il épouse Jeanne Guillon à la mairie du 9e arrondissement.
Selon Jehan d'Ivray, Canivet dirigeait toujours La Réforme d'Alexandrie (avec Edmond Dumani pour rédacteur en chef) en mars 1919. Il meurt à Alexandrie en juin 1945.